# LIGO
LIGO（ライゴ、英語: Laser Interferometer Gravitational-Wave Observatory）は1916年にアルベルト・アインシュタインが存在を提唱した重力波の検出のための大規模な物理学実験とその施設。英名を直訳すると「レーザー干渉計重力波観測所」となる。研究は1992年にカリフォルニア工科大学のキップ・ソーンとロナルド・ドリーバー、マサチューセッツ工科大学のレイナー・ワイスが共同設立し、両校や他の大学機関なども参加する科学者による共同研究事業である。研究計画と重力波天文学のデータの分析にかかわる研究者はLIGO科学コラボレーションという組織を作っており、世界の900人以上の科学者が参加している。LIGOは英国科学技術施設研究会議、ドイツマックス・プランク研究所、オーストラリア研究会議の大きな寄与を受けてアメリカ国立科学財団 (NSF) に設立された。
2015年9月、5年間で2億ドルをかけた改良を行い、総額6億2000万ドルをかけた「世界最大の重力波施設」が完成した。LIGOはNSFが設立した最大かつ最も野心的な計画である。
2016年2月11日、LIGO科学コラボレーションおよびVirgoコラボレーションは、2015年9月14日9時51分 (UTC) に重力波を検出したと発表した。この重力波は地球から13億光年離れた2個のブラックホール（それぞれ太陽質量の36倍、29倍）同士の衝突合体により生じたものである。

## LIGOの本質
LIGO施設の本質は、マイケルソン干渉計の原理によって、10-21という極めて微少な相対ひずみを検出できるということにある。この10-21のひずみは、しばしば通俗的に「地球と太陽との距離（天文単位、1.5 ×1011 m）に対して、水素原子の直径（1.1 ×10-10 m）程度のひずみ」と表現される。

## 計画

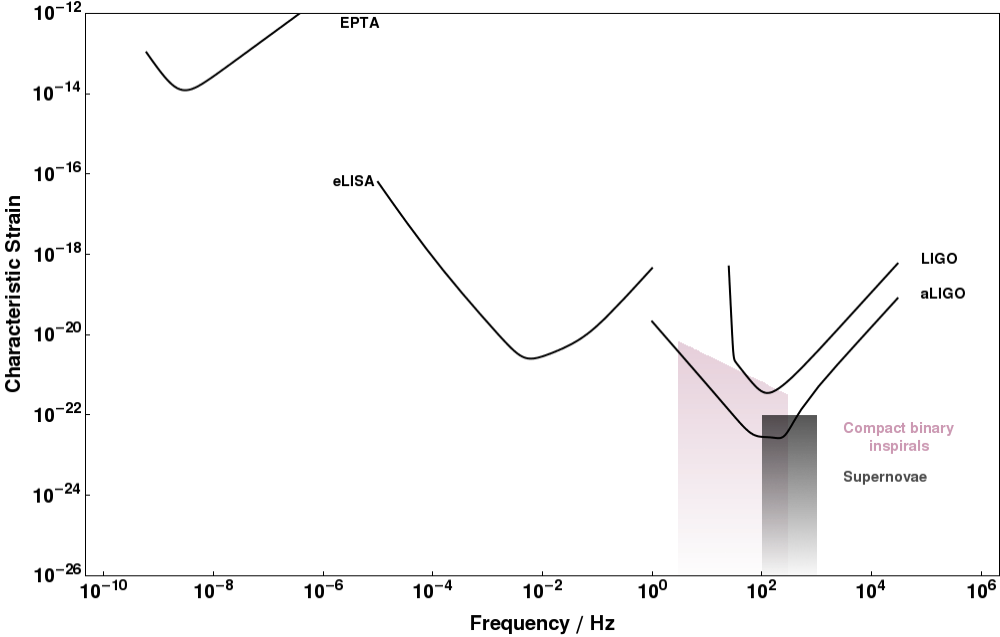
重力波観測所の周波数関数の検出器ノイズ曲線。初期型と改良型のLIGOに比べ宇宙重力波望遠鏡のような衛星搭載検出器やTPTAのようなパルサータイミングアレイの線は左上に存在する。天体物理学的潜在原因の特徴的なゆがみも現れている。信号の特徴的なゆがみを検出するためにはノイズ曲線より上にあることが求められる。

LIGOの計画目標は宇宙由来の重力波の直接観測である。重力波はアルベルト・アインシュタインの一般相対性理論で最初に提唱されたもので、発表された1916年当時は検出のために必要な技術が存在しなかった。重力波の存在は1974年にパルサー連星系のPSR B1913+16がアインシュタインの提唱した重力放射によるエネルギー損失予測に合致して軌道減衰していることが観測されたことで間接的に確認された。この発見を賞して、ラッセル・ハルスとジョゼフ・テイラーにノーベル賞が与えられた。
重力波の直接検出のための努力は長年にわたって継続されてきた。1974年の発見は電磁望遠鏡とニュートリノ観測所を補完する天文学の新分野を開いた。1960年代、ジョセフ・ウェーバーは共振型質量バー検出装置で直接重力波検出に向けた先駆的な研究を始めた。バー検出装置は世界の6箇所で使用され続けた。1970年代、ロバート・L・フォワードらの研究者は重力波測定へのレーザー干渉法の適用を実現させた。フォワードは1970年代初めにヒューズ航空研究所で干渉型検出器を運用した。
実際1960年代やそれ以前にも、光と重力波の波共振について発表された論文が存在した。1971年、高周波重力波の検出にこの共振を利用した方式の研究が発表された。1962年、M・E・ゲルツェンシュタインとV・I・プストヴォイトは超長波長重力波検出のための干渉計利用の原理を説明した最初の論文を発表した。著者は干渉計の利用によって電子機械装置に比べ感度が107から1010倍に向上すると主張した。1965年、ブラジンスキーは重力波源とその検出の可能性について広く論じた。彼は1962年の論文で干渉に関する技術と計測の向上による重力波検出の可能性を指摘し言及した。
2002年8月、LIGOは宇宙重力波の探査観測を開始した。連星系の中性子星やブラックホールの衝突や合体、中性子星やブラックホールを形成する程度に重い星の超新星爆発、中性子星の降着、変形クラストと中性子星の回転、ビッグバンに形成された重力波の残滓などから重力波放出を測定することが期待されている。観測所は理論上、宇宙ひも振動や領域壁による重力波といったよりおおくのエキゾチック仮想パノラマを観測できる。1990年代以降、物理学者たちは、天体物理学の関心の的となっていた重力波の検出が可能な域まで技術水準が到達したと考えるようになった。
2002年から2010年までのLIGOの運用では重力波を検出することはできなかった。このため施設を数年間停止して、検出感度をはるかに高めたAdvanced LIGO検出器に置き換えられた。2015年2月、ルイジアナ州リビングストンとワシントン州ハンフォード・サイトの2箇所に設置された改良型検出器がエンジニアリングモードとなった。2015年9月18日に検出感度を4倍に高めたAdvanced LIGOによる最初の正式な科学観測を始めた。この検出感度は2021年頃に設計感度に到達するまで更に向上される予定である。

## 観測所
LIGOはルイジアナ州リビングストンのリビングストン観測所（北緯30度33分46.42秒 西経90度46分27.27秒 / 北緯30.5628944度 西経90.7742417度）とワシントン州リッチランド近郊のハンフォード・サイトのハンフォード観測所（北緯46度27分18.52秒 西経119度24分27.56秒 / 北緯46.4551444度 西経119.4076556度）の2箇所の重力波観測施設を一対として運用している。２つの施設は3002 km 離れており、光速度で伝播する重力波の到達時間として約10ミリ秒の差がある。波源からの2つの施設への重力波の到達時間の違いから、三角測量を応用して波源の位置を知ることができる。
それぞれの観測所は、一辺が4 kmのL字型の超高真空システムを擁している。それぞれの真空システムに最大5機の干渉計を設置することができる。
リビングストン観測所は基本構成として1機のレーザーマイケルソン干渉計を備えている。この干渉計は2003年に0.1から5Hz帯の振動の抑制のために10基の油圧装置の能動免震システムをもつように改良された。この帯域の地震性振動はほとんどマイクロ地震波と交通や木材伐採などの人為的発生源に由来する。
ハンフォード観測所はリビングストン観測所とほぼおなじ1機のマイケルソン干渉計を据えている。また、ハンフォードでは初期と拡張型のLIGOの間、基本の干渉計と平行して半分の長さとなる2kmの干渉計が運用された。この干渉計は4kmの干渉計のようにファブリ・ペロー干渉計空洞は同様の光学フィネスを持ち、蓄積時間は半分だった。蓄積時間が半分であることで4kmの干渉計に比べて理論上のゆがみ感度は200Hz程向上したが、半分の低さの周波数のみが検出できた。同時期、ハンフォード観測所は南東ワシントンの地質活動の影響を抑制するため、独自の受動免震システムを採用した。

## 観測

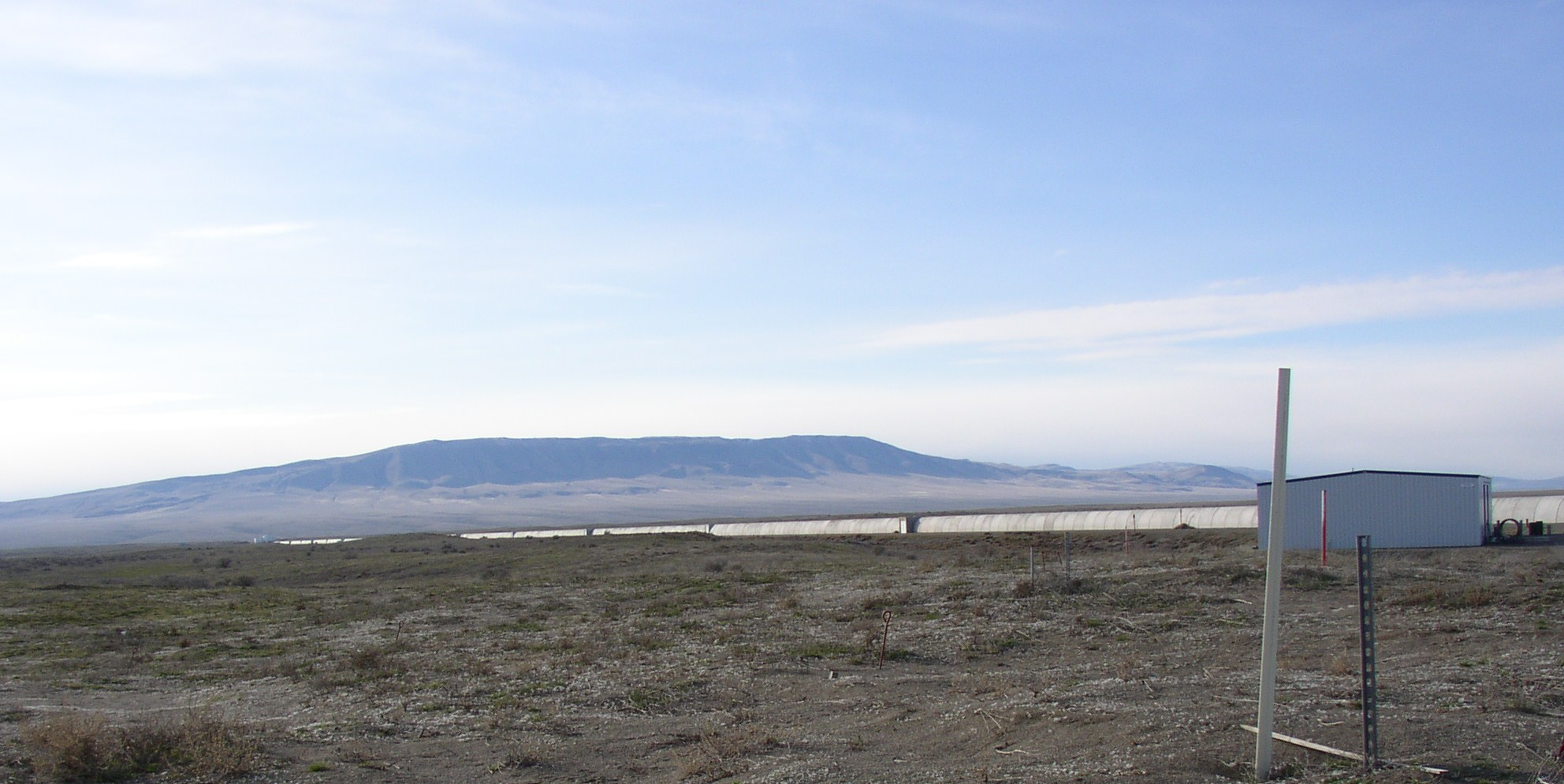
ハンフォードのLIGO干渉計のウェスタンレッグ

天文事象の現在のモデルと一般相対性理論の予測に基づけば、地球から数千光年離れた場所に由来する重力波は4kmのミラー間隔で10−18mほどひずむ事が期待される。これは、およそ10-21の相対的なひずみに相当する。検出可能な重力波の発生源となりうるものは、天の川銀河の内外を問わず10太陽質量以上のブラックホール連星の旋回と合体であり、これらの事象で「チャープ」「バースト」「準固有振動鳴響」「指数関数的減衰」などとよばれる非常に特異的な連続信号の生成が期待されている。
最初の4回の科学運用は2004年に終了し、LIGO検出器はこれらの変位に対する測定感度を設計の2倍内で実証した。
2005年11月のLIGOの第5回科学運用中、感度は100Hzの帯域幅で10-21のひずみを検出可能な第1設計仕様に到達した。全方角、全偏光で平均で800万パーセク以内および局所銀河群付近で起こったおおよそ太陽質量程度の中性子星連星の合体前の基準旋回などの観測が期待できる。また、この運用からLIGOと英独によるGEO600は共同科学運用を始め、この間、それぞれが数ヶ月にわたってデータを収集した。2007年5月には仏伊のVirgoも参加した。第5回運用は2007年に終了し、運用からのデータの分析が広く行われたが明確な重力波の検出はできなかった。
2007年2月、GRB070201と呼ばれる短ガンマ線バーストがアンドロメダ銀河方面から地球に到達した。多くの短ガンマ線バーストの主流の説明は中性子星同士あるいは中性子星とブラックホールの合体によるものであるとされる。LIGOはGRB070201からは重力波が未検出であったと報告し、LIGOが最終的に重力波を直接検出を実証することを前提として、アンドロメダ銀河の距離で短ガンマ線バーストが発生した可能性を高い信頼性で除外した。
2016年2月11日、LIGOとVirgoの共同研究班は重力波の観測を発表した。信号はGW150914と命名された。観測はAdvanced LIGOの運転開始してたった2日後の2015年9月14日に確認された。
これはブラックホール連星の近接旋回と天体衝突、その後の単一のブラックホール形成に至るまでの「リングダウン」で、一般相対性理論の予測に合致する。観測は恒星質量ブラックホール連星系の存在を実証し、ブラックホール連星の合体の初観測となった。

### Enhanced LIGO

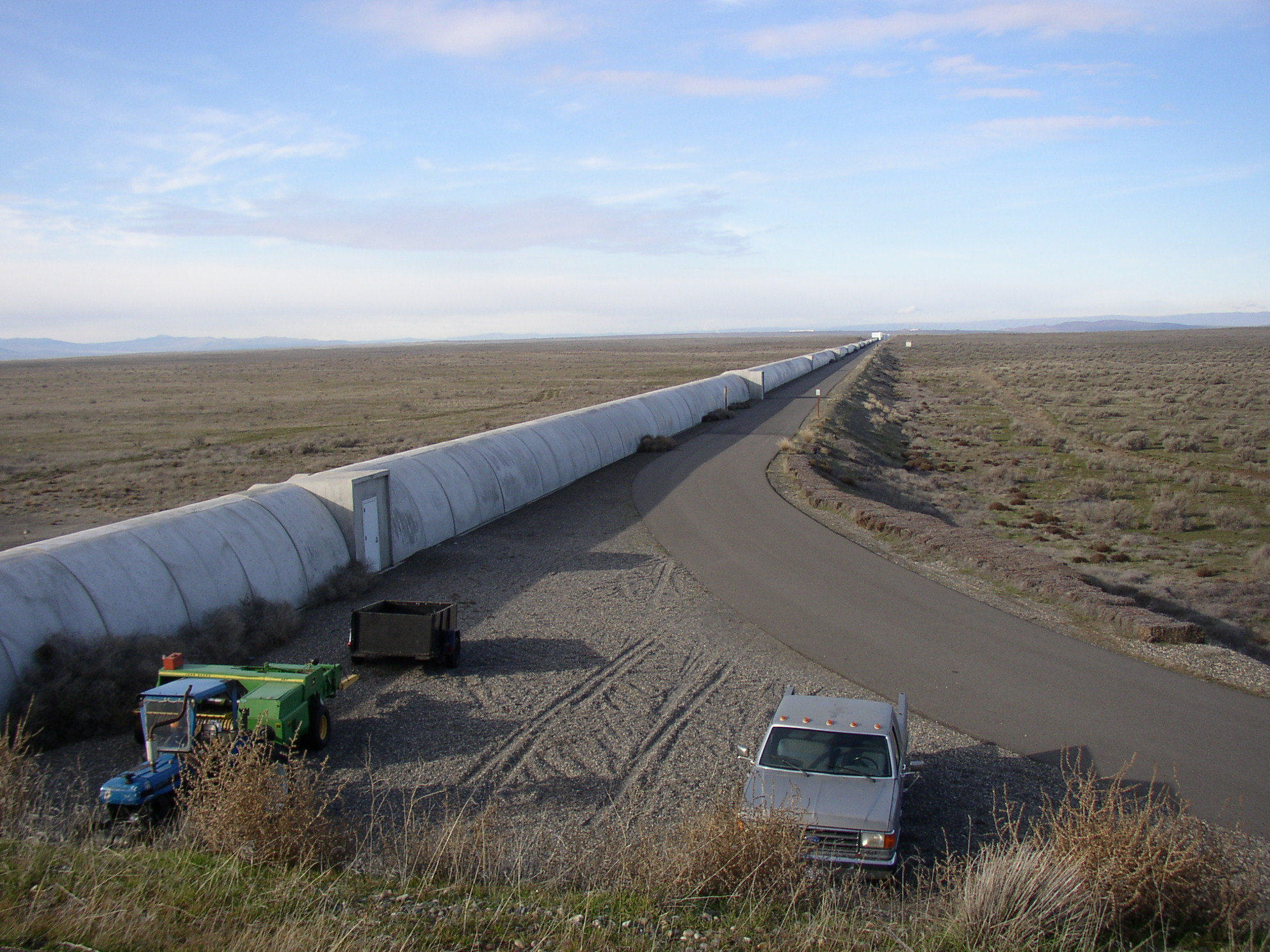
ハンフォードのLIGO干渉計のノースレッグ

第5回運用の終了後、初期型LIGOは幾つかの技術でアップグレードされ、これによってEnhanced LIGOと称される能力向上型になった。強化型ではレーザーパワー増大、ホモダイン検波、アウトプットモードクリーナー、真空読出しハードウェアなどが改善点となっている。
2009年7月、強化型の検出器を使った第6回運用が始まった。これは2010年10月に完了し、
初期型検出器の解体が始まった。
2015年9月半ばまでに、LIGO科学コラボレーションには900名を超える科学者が参加している。

### Advanced LIGO
NSFの基金とGEO600コラボレーション、ANU、豪アデレード大学などの寄付、LIGO科学コラボレーションの参加でLIGOラボラトリが設立され、LIGO観測所施設にAdvanced LIGO検出器が導入された。この新しい検出器は完全稼動で初期型LIGOの10倍の感度に向上させるように設計された。
LIGOラボラトリは2015年9月、より低い周波でのピーク放射を持ち、大型化で感度が大きく向上し、中性子連星など幾つかの種類の観測情報で初期型LIGOより4倍の感度を持つAdvanced LIGO検出器で最初の観測運用'O1'を開始した。
今後の観測運用では更なる感度向上のための調整試験がさしはさまれる。2021年に設計感度に到達することが目標にされている。

## 将来構想
LIGO研究室とインド重力波観測イニシアチブ (IndIGO) の共同計画として、インドに世界水準の重力波検出器を作るINDIGO (LIGO-India) が構想されている。米NSFと英・独・豪などのAdvanced LIGOのパートナーの協力するLIGO研究室は、Advanced LIGOで計画されていた3種の予定のうち1つの設計と設備を利用して運用移行までを行い、インドでの設備設置後はインド科学者団が運営することを提案している。
効果的な世界規模のネットワークの構築のための世界的な重力波検出活動の展開は長年にわたってLIGOの目標となっていた。重力波国際委員会に発行された2010年の開発工程表は干渉検出器の世界的展開を最優先事項として追求すると述べている。観測所の国際ネットワークはより堅牢な探索機能と高い科学的成果をもたらすと考えられており、現在のLIGO科学コラボレーションとVirgoコラボレーションの両者間の合意では同等の感度の3つの検出器を結びつけ、国際ネットワークの基盤を構成している。研究はネットワーク化によるインドの検出器を含む情報源の各地への分散は観測体勢の大幅な改善をもたらすと示している。地域分散平均によって得られる改善効果は、現在観測所が存在しない一定の地域での大規模な改良を加えればおおよそ1桁単位と予測される。
NSFはこの再配置を喜んで許可したが、LIGOの予算を増額しない限り結果としてスケジュールは遅れるとみられる。このように、検出器を持つLIGO施設と同等の研究所の建設に必要な全費用はホスト国が負担しなくてはならない。最初の候補は西オーストラリア州のAIGOであったが、オーストラリア政府は2011年10月1日までに資金拠出を望まないと表明した。
2012年6月、米印合同委員会会議でインドでの候補地が議論された。 同時に、LIGOの資金拠出団体であるNSFはこの提案を評価している。LIGO-India計画の基礎としてLIGO検出器のひとつのインドへの移行を伴っており、計画は現在進められているAdvanced LIGO改良の作業と予定に影響を与える。2012年8月、アメリカ国家科学委員会はハンフォードに"H2"干渉計を設置してAdvanced LIGOの検出を修正せずに、同干渉計をLIGO-Indiaへの送致を見越して保持するLIGO研究室の要求を承認した。インドでは承認と資金調達のために原子力省と科学技術省に計画が提示された。LIGOの重力波検出の発表から間もない2016年2月17日、インド首相ナレンドラ・モディは内閣がLIGO-Indiaの大規模科学構想に「原則的」承認を与えたと発表した。

## 註